# Propionzuuranhydride
Propionzuuranhydride is het carbonzuuranhydride van propionzuur, met als brutoformule C6H10O3. De stof komt voor als een kleurloze vloeistof met een scherpe geur.
Propionzuuranhydride is een veel gebruikt reagens in de organische chemie. Het dient ook als uitgangsstof voor de synthese van bepaalde geneesmiddelen, zoals fentanyl.

## Synthese
Propionzuuranhydride kan op verschillende manier bereid worden. Zo kan het bereid worden door de additie van propionzuur aan keteen (met azijnzuur als nevenproduct):
Een andere manier is door propionzuur te laten reageren met difosforpentoxide, waardoor water aan het systeem onttrokken wordt.

## Eigenschappen en reacties
Propionzuuranydride is hydrolysegevoelig en reageert met water tot propionzuur:
{\displaystyle \mathrm {(C_{2}H_{5}CO)_{2}O\ +\ H_{2}O\ \longrightarrow \ 2\ C_{2}H_{5}COOH} }